# Edwardsianthus gilbertensis
Edwardsianthus gilbertensis is een zeeanemonensoort uit de familie Edwardsiidae.
Edwardsianthus gilbertensis is voor het eerst wetenschappelijk beschreven door Carlgren in 1931.